# Стадницкий, Станислав
Станислав Стадницкий из Жмигруда (пол. Stanisław Stadnicki; ? — 1542) — каштелян завихостский (1535), каштелян саноцкий (1530—1535), подкоморий пшемысльский (1523—1530), дворянин королевский.

## Биография
Представитель польского шляхетского рода Стадницких герба «Дружина». Сын Николая Стадницкого (1446—1490), каштеляна пшемысльского, и Барбары, дочери Яна Галки, бургграфа краковского. Брат Анджея Стадницкого, каштеляна саноцкого.
Основал школу для дворянской молодежи аристократического в имении Дубецко. В 1521 году после смерти своего бездетного брата Яна Станислав Стадницкий получил во владение имения Недзведзь, Кшелюв, Сваришув и Тарнаву. 18 апреля 1523 года Станислав получил должность подкомория пшемысльского. После отставки Клеменса Каменецкого Станислав Стадницкий получил 2 августа 1530 года должность каштеляна саноцкого, в марте 1533 года получил в правление староство корчинское. 25 ноября 1535 года получил вакантную после Яна Спытка Тарновского должность каштеляна завихостского. Многократно назначался королевским комиссаром для разграничения споров между соседями-дворянами в пшемысльском старостве. В 1539 году Станислав был асессором надворного суда в Кракове. После 19 сентября 1541 года, наверное, из-за болезни, Станислав Стадницкий не проявил активности в политической жизни. 5 марта 1542 года он отказался от староства корчинского. Вскоре после этого он, по-видимому, умер, так как ему не удалось отчитаться о доходе староства, и это сделал его сын Станислава 26 июля 1542 года.
Был женат на Наталье Кмите, дочери Анджея Кмиты (? — 1493/1494), старосты белзского. У супругов было двое детей:
- Станислав Матеуш Стадницкий (? — 1563), исполнял обязанности каштеляна саноцкого
- Барбара Стадницкая, жена Якуба Остророга, генерального старосты великопольского.

Его внуками были Марцин Стадницкий и Станислав Стадницкий, прозванный «Дьявол из Ланьцута».